# David Crawshay
David Crawshay, född den 11 augusti 1979 i Charlton i Australien, är en australisk roddare.
Han tog OS-guld i dubbelsculler i samband med de olympiska roddtävlingarna 2008 i Peking.